# Steven Truscott
Steven Murray Truscott (Vancouver, 18 gennaio 1945) è un uomo canadese che, nel 1959, quando aveva quattordici anni, fu condannato a morte per lo stupro e l'omicidio della compagna di classe Lynne Harper; la pena venne poi commutata in ergastolo e rimase in carcere fino al 1969; ha continuato a proclamare la sua innocenza fino al 2007 quando la condanna venne annullata e venne riconosciuto come vittima di un errore giudiziario e fu formalmente assolto nonostante non fu dichiarato effettivamente innocente; nel 2008 il governo dell'Ontario lo risarcì con sei milioni e mezzo di dollari.

## L'omicidio
Il 9 giugno 1959, la dodicenne Lynne Harper scomparve nei pressi della RCAF Station Clinton, una base militare a sud di Clinton, nell'Ontario, all'incirca 80 chilometri a sud di London. Due giorni dopo, il pomeriggio dell'11 giugno, i ricercatori ne scoprirono il corpo nel cespuglio di una fattoria vicina. La vittima aveva subito violenza sessuale ed era stata strangolata. Era nata da Leslie and Shirley Harper il 31 agosto 1946 a Moncton, nel New Brunswick. Aveva un fratello maggiore, Barry Harper, che viveva in Ohio e un fratello minore, Jeffrey. Suo padre faceva l'insegnante prima di entrare nell'esercito nel 1940. Si trasferirono alla base RCAF a Clinton nel luglio del 1957. Truscott e la Harper erano compagni di classe alla Air Vice Marshal Hugh Campbell School che si trovava al lato nord della base dell'aeronautica militare. Nel primo pomeriggio di giovedì 9 giugno 1959, Truscott diede alla Harper un passaggio in bicicletta e si diressero dalla scuola a nord, lungo la County Road. L'orario e la durata del loro incontro, e cosa accadde mentre erano insieme, è oggetto di discussione dal 1959.

## Il processo
Il 12 giugno, poco dopo le 7 del pomeriggio, Truscott venne preso in custodia. All'incirca alle 2.30 del 13 giugno fu accusato di omicidio di primo grado secondo le norme dello Juvenile Delinquents Act canadese. Il 30 giugno fu disposto che Truscott dovesse essere processato come un adulto, un appello contro questa decisione fu rigettato.
In aula Truscott fu accusato di aver lasciato County Road con Harper prima di aver raggiunto il ponte sul fiume Bayfield, e in un'area boscosa al lato di County Road conosciuta come Lawson's Bush, di aver stuprato e ucciso Lynne. Truscott dal 1959 ha sempre ripetuto di aver portato la Harper all'incrocio tra County Road e la Highway 8, dove l'aveva lasciata. Truscott raccontò inoltre che arrivato al ponte, si girò per guardare verso l'incrocio e vide che un veicolo si era fermato accanto alla Harper e che lei era in procinto di salirci. Il 10 giugno 1959, alle 9.30, Steven fu interrogato da Constable Hobbs in una macchina della polizia. Disse a Hobbs che mentre stava sul ponte, vide Lynne salire su un "vecchio modello di Chevrolet" e che "la vettura era cromata e poteva sembrare una Bellair (sic)". Alle 23.30, il padre di Lynne ne denunciò la scomparsa.
Il 16 settembre, il processo a Truscott iniziò nell'allora Corte Suprema dell'Ontario a Goderich. Steven Truscott era difeso da Frank Donnelly; Glen Hays era l'accusa per lo Stato. Tutte le prove presentate in aula contro l'accusato erano circostanziali, e cercavano di porre la morte della Harper in un ristretto periodo di tempo che potesse implicare Truscott. Il 30 settembre la giuria espresse verdetto di colpevolezza con invito alla clemenza. Il giudice Ferguson, come allora previsto dalla legge, condannò Truscott all'impiccagione.
Truscott avrebbe dovuto essere impiccato l'8 dicembre 1959, ma un temporaneo rinvio dell'esecuzione il 20 novembre 1959 la posticipò al 16 febbraio 1960 per permettere un ricorso in appello. Il 21 gennaio 1960 l'appello per Truscott presentato da John G.J. O'Driscoll alla Corte d'Appello dell'Ontario fu rigettato e il giorno dopo il Governo del Canada commutò la sentenza contro Truscott in ergastolo. Gli fu concessa la libertà condizionale e le restrizioni furono definitivamente revocate il 12 novembre 1974.
L'istanza per ottenere l'appello di fronte alla Corte suprema del Canada fu negata il 24 febbraio. Allora Truscott non poteva avere il diritto automatico di proporre appello a quella corte.
Il 29 novembre 2001, Truscott chiese la revisione del processo che lo portò alla condanna nel 1959. Le udienze per la revisione del processo si tennero alla Corte d'Appello dell'Ontario.

## Condanna
Dal momento del suo arresto, Truscott fu imprigionato all'Huron County Jail a Goderich. Dopo che la sentenza fu convertita in ergastolo, fu trasferito al Penitenziario Kingston per accertamenti e quindi definitivamente rinchiuso all'Ontario Training School per minorenni da febbraio 1960 a gennaio 1963. Il 14 gennaio 1963 fu trasferito al penitenziario di Collins Bay.
Il caso di Truscott ha avuto un notevole seguito presso l'opinione pubblica. All'inizio del 1966, Isabel LeBourdais sostenne nel libro The Trial of Steven Truscott che Truscott era stato condannato per un reato che non aveva commesso, riaccendendo il pubblico dibattito e l'interesse nel caso. Il 26 aprile 1966, il Governo del Canada assegnò il caso alla Corte Suprema. Nell'ottobre del 1966 furono ascoltate diverse testimonianze per cinque giorni di fronte alla Corte Suprema, seguite da osservazioni nel gennaio 1967. Tra le testimonianze ci fu quella di Truscott, che non aveva testimoniato al processo del 1959. Il patologo britannico Keith Simpson fu chiamato dal governo canadese per analizzare nuovamente le prove forensi.
Il 4 maggio 1967, la Corte Suprema sostenne che, se l'appello di Truscott fosse stato ascoltato in tribunale, sarebbe stato rigettato.
Il 4 maggio 1967 furono presentate da parte di Truscott nuove prove, e per la prima volta gli fu data la possibilità di raccontare la sua versione davanti alla Corte Suprema del Canada. Testimoniarono davanti alla corte oltre a lui altri 25 testimoni. Dopo due settimane di udienze davanti alla Corte Suprema, i giudici decisero con maggioranza di 8 a 1 contro un nuovo processo a Truscott, facendolo ritornare così in prigione a scontare il resto della pena.  La Corte Suprema dichiarò che c'erano troppe inesattezze inerenti alle prove che Truscott fornì e che i giudici non credevano alla sua testimonianza.
L'opinione congiunta della Corte fu: “Il verdetto della giuria, rende chiaro che essa è soddisfatta ogni ragionevole dubbio che i fatti, stabiliti dalle prove che la giuria ha accettato, non solo sono coerenti con la colpevolezza di Truscott, ma non provano nessun'altra conclusione che non porti alla colpevolezza di Steven Truscott ”
Fu poi trasferito il 7 maggio 1967 al penitenziario di Collins Bay. Il 21 ottobre 1969, gli fu concessa la libertà condizionata e da allora visse prima a Kingston con l'agente che lo controllava, quindi a Vancouver per un breve periodo prima di stabilirsi a Guelph sotto falso nome. Si sposò ed ebbe tre figli.
Il 12 novembre 1974, Truscott fu esentato dai termini e dalle condizioni della libertà condizionata dal National Parole Board. Dal suo rilascio ha sempre lavorato e non ha avuto coinvolgimenti in alcuna attività criminosa.

## Revisione del processo
Truscott mantenne un basso profilo fino al 2000, quando un programma investigativo della CBC Television chiamato The Fifth Estate riportò interesse nel caso. Insieme al libro del giornalista Julian Sher che uscì poco dopo, suggerirono che prove significative in favore dell'innocenza di Truscott erano state ignorate nel primo processo.
Il 24 gennaio 2002, l'ex-ministro della Giustizia del Quebec Fred Kaufman fu incaricato dal governo di revisionare il caso. Il 28 ottobre 2004, il ministro della Giustizia Irwin Cotler chiese grazie alla sezione 693.3(a)(ii) del Criminal Code canadese alla Corte d'Appello dell'Ontario di stabilire se nuove prove avrebbero cambiato il verdetto del 1959.
Il 6 aprile 2006, il corpo di Lynne Harper fu riesumato dal Procuratore Generale dell'Ontario per cercare eventuali tracce di DNA. Nonostante la speranza che questo avrebbe potuto portare alla chiusura del caso, non fu ritrovato DNA utilizzabile.
Mosconi, vermi e altri insetti sul corpo della Harper avrebbero potuto sollevare il ragionevole dubbio sul momento effettivo della morte - se fosse morta prima delle 20 – e avrebbero potuto stabilire se fosse morta il giorno dopo. Nonostante la corte stabilì che in nessun modo l'entomologia avrebbe potuto aiutare a risolvere il delitto nel 1959, attraverso l'analisi delle larve e delle uova di alcuni insetti, gli esperti possono stabilire l'ora della morte con notevole precisione.
La condanna di Truscott fu portata davanti alla Corte d'Appello dell'Ontario il 19 giugno 2006. Il gruppo di cinque giudici, a cui capo era il Chief Justice dell'Ontario Roy McMurtry, ascoltarono testimonianze per tre settimane. Il 31 gennaio 2007 la corte iniziò ad ascoltare le argomentazioni della difesa di Truscott nell'appello della condanna di Truscott. Questo per dieci giorni, fino al 10 febbraio. Oltre alla precedente fama del caso, le udienze furono degne di nota perché fu la prima volta che delle telecamere furono ammesse in alcune udienze nella Corte d'Appello dell'Ontario.
Il 28 agosto 2007, Truscott fu scagionato dalle accuse. La difesa di Truscott aveva inizialmente chiesto la dichiarazione di non colpevolezza, che avrebbe portato Truscott ad essere dichiarato totalmente innocente, e non unicamente impossibilitato ad essere giudicato colpevole oltre ogni ragionevole dubbio. La corte disse che non era nella posizione di assolvere Truscott dalle accuse per il crimine "L'appellante non ha dimostrato la sua effettiva innocenza", scrisse la corte."
Il 28 agosto 2007 la Corte dichiarò che la condanna di Truscott era stata un errore giudiziario. Dal momento che comunque non fu dichiarato innocente, sarebbe stato possibile effettuare un nuovo processo, ma dato il tempo trascorso era praticamente impossibile. Di conseguenza, la Corte assolse Truscott da ogni responsabilità per il delitto.
Il procuratore Generale dell'Ontario Michael Bryant si scusò con Truscott a nome del governo della provincia, dichiarando che fossero "davvero dispiaciuti" per l'errore giudiziario.
La famiglia della Harper non è mai stata d'accordo col ritenere Truscott innocente, nel luglio del 2008 il fratello di Lynne giudicò il suo risarcimento "una pagliacciata" e disse che non avrebbe informato il padre per paura di turbarlo.

## Influenza culturale
- Il film del 1975 diretto da Murray Markowitz, chiamato Recommendation for Mercy, fu basato totalmente sulla vicenda di Truscott,[14] nonostante i nomi vennero cambiati.

- La trama del romanzo di Ann-Marie MacDonald del 2003 Come vola il corvo è basato su una versione romanzata del caso Truscott, e della reazione che la comunità ebbe di fronte alla vicenda. La stessa MacDonald crebbe nella stessa regione, durante lo stesso periodo del caso.

- Di fronte alla dura sentenza, il noto scrittore canadese Pierre Barton scrisse un poema, Requiem for a Fourteen-Year-Old.[15]

- Il gruppo rock canadese Blue Rodeo registrò una canzone dedicata al caso, "Truscott", nel loro album del 2000 The Days in Between.